# Etheostoma boschungi
Etheostoma boschungi és una espècie de peix de la família dels pèrcids i de l'ordre dels perciformes.

## Morfologia
Els mascles poden assolir els 7,8 cm de longitud total.

## Reproducció
La posta es realitza a les capçaleres dels rius: els ous són dipositats al fons aquàtic i abandonats sense vigilància.

## Alimentació
Els adults mengen isòpodes, amfípodes (Hyalella), nimfes de Stenonema i Leptophlebia, i larves de mosquit.

## Hàbitat
És una espècie d'aigua dolça, bentopelàgica i de clima temperat (38°N-36°N).

## Distribució geogràfica
Es troba a la conca del riu Tennessee: el sud de Tennessee i el nord d'Alabama (els Estats Units).